# Kollektor-Emitter-Spannung

Kollektor-Emitter-Spannung ist mit U_{CE} bezeichnet

Die Kollektor-Emitter-Spannung oder UCE gibt an, wie hoch der Spannungsfall zwischen Kollektor und Emitter eines Bipolartransistors ist. 
Solange der Transistor vollständig gesperrt ist, d. h., wenn keine Basis-Emitter-Spannung anliegt, also UBE = 0 V ist, fällt die volle Betriebsspannung des Transistors an der Kollektor-Emitter-Strecke ab. 
Ist ein Transistor dagegen voll durchgesteuert (bei einem Silizium-Transistor üblicherweise bei UBE = 0,7 V), fällt noch immer ein kleiner Teil der Betriebsspannung an der Kollektor-Emitter-Strecke ab. Im voll durchgesteuerten Zustand spricht man dann von der Sättigungsspannung eines Transistors, was auch als UCE sat bezeichnet wird. Ein für einen Silizium-Transistor üblicher Wert ist UCE sat = 0,2 V, bei Darlington-Transistoren um 0,9 bis 2,5 V.
Die Kollektor-Emitter-Schicht verhält sich wie eine Hochvolt-Zenerdiode. Der Kennwert für UCE max wird im Datenblatt eines Transistors vermerkt. Oberhalb UCE max schlägt der Transistor durch. Wird der Strom nicht begrenzt, zerstört er den Transistor.